# (33201) Thomasartiss
1998 FL54 (asteroide 33201) é um asteroide da cintura principal. Possui uma excentricidade de 0.05143760 e uma inclinação de 1.02523º.
Este asteroide foi descoberto no dia 20 de março de 1998 por LINEAR em Socorro.